# Miasto Glina
Miasto Glina (chorw. Grad Glina) – jednostka administracyjna w Chorwacji, w żupanii sisacko-moslawińskiej. W 2011 roku liczyła 9283 mieszkańców.